# Arlette Ben Hamo
Arlette Ben Hamo (dekliški priimek Moynié), francoska atletinja, * 22. marec 1930, Saint-Martin-de-Fontenay, Francija.
Ni nastopila na poletnih olimpijskih igrah. Na evropskih prvenstvih je kot prva atletinja osvojila naslov prvakinje v peteroboju leta 1950, leta 1954 je bila enajsta.